# Giovanni Berchet

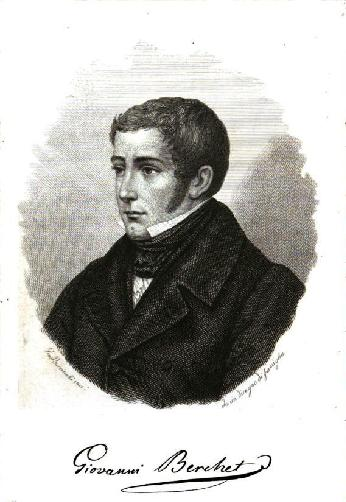
Giovanni Berchet

Giovanni Berchet, född 23 december 1783, död 23 december 1851, var en italiensk skald.
Berchet var en ivrig deltagare i de italienska frihetssträvandena. Han blev politiskt misstänkt och såg sig 1821 nödgad att gå i landsflykt, och återvände först 1848. Han var en varm förkämpe för de romantiska idéerna i Italien och gav själv upphov till den italienska romantiken genom sin skrift Lettera semiseria di Grisostomo (1816). Berchet var dessutom en begåvad skald, bland hans dikter märks I profughi di Parga (1823) och Le fantasie (1829).